# Le canzoni di Mogol Battisti in versione rock New Era
(Nota di copertina)
Le canzoni di Mogol Battisti in versione rock New Era nasce dall'idea dello stesso Mogol di rivisitare in chiave rock tutti i maggiori successi del loro sodalizio artistico. 
La produzione artistica è di Mogol, Giuseppe Barbera e Massimo Satta. Quest'ultimo cura anche gli arrangiamenti con la collaborazione di Stefano Pettirossi per gli archi, le tastiere e la programmazione.
La vedova di Lucio Battisti, Grazia Letizia Veronese, che si era già opposta all'eventualità di usare nelle canzoni la voce registrata di Battisti, dopo l'uscita dell'album si oppose alla sua pubblicazione su iTunes. In risposta a quest'ultima opposizione Mogol cita in giudizio la Veronese e pubblica ugualmente il disco su iTunes.
Il 13 febbraio 2015, a Sanremo, l'album ha ricevuto il premio REA (Radiotelevisioni Europee Associate) come miglior cd dell'anno 2014.

## Tracce
Testi e musiche di Mogol, Lucio Battisti.
1. Anche per te – 4:21
2. La canzone del sole – 5:36
3. Fiori rosa, fiori di pesco – 2:53
4. 29 Settembre – 3:20
5. Emozioni – 4:47
6. Io vivrò – 4:24
7. Mi ritorni in mente – 4:35
8. Con il nastro rosa – 3:48
9. Sì, viaggiare – 4:00
10. Insieme a te sto bene – 4:16
11. La collina dei ciliegi – 5:47
12. Pensieri e parole – 3:46

## Musicisti
- Lorenzo Campani (voce)
- Deborah Johnson, Randy Roberts (voci addizionali e cori)
- Massimo Satta (chitarre elettriche e acustiche)
- Stefano Pettirossi (piano, sintetizzatori, archi e programmazione), Giuseppe Barbera (piano)
- Max Gabanizza (basso)
- Robby Pellati (batteria)
- Vanessa Cremaschi (violino)
- Silvia Cioffi (viola)
- Giovanna Famulari (violoncello)